# 風成碳酸岩

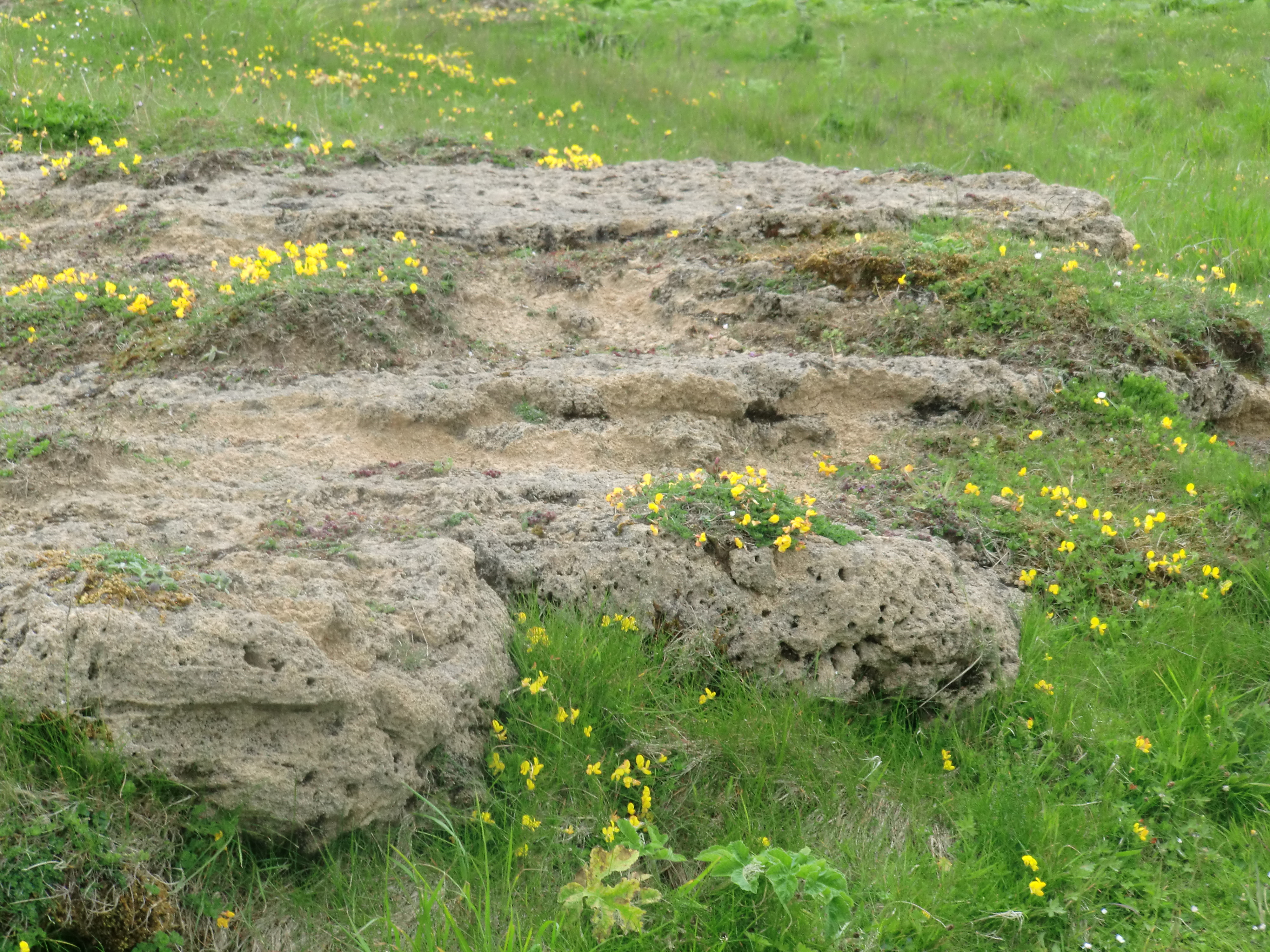
風成碳酸岩,標本產地：蘇格蘭

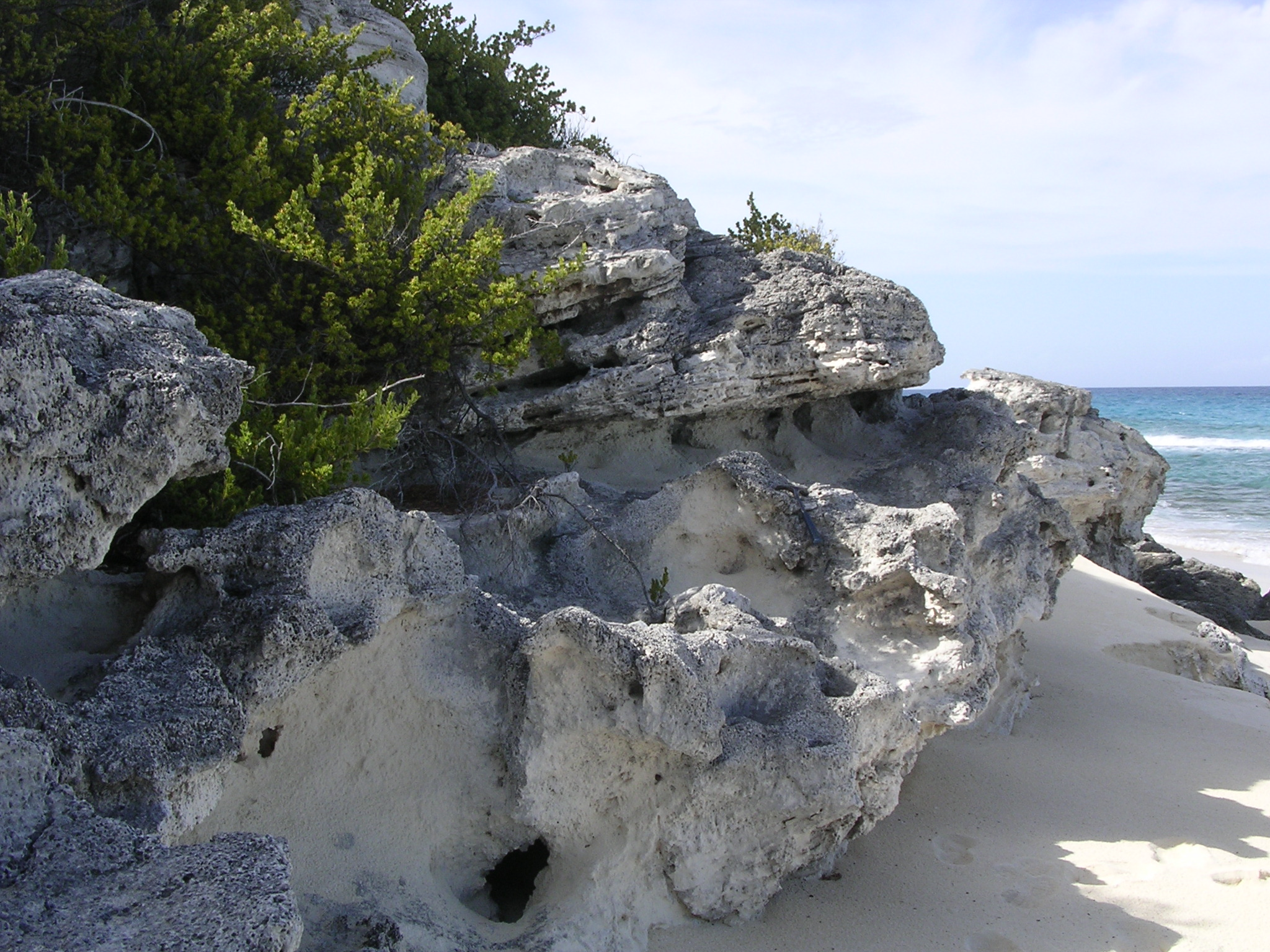
風成碳酸岩,標本產地：巴哈馬

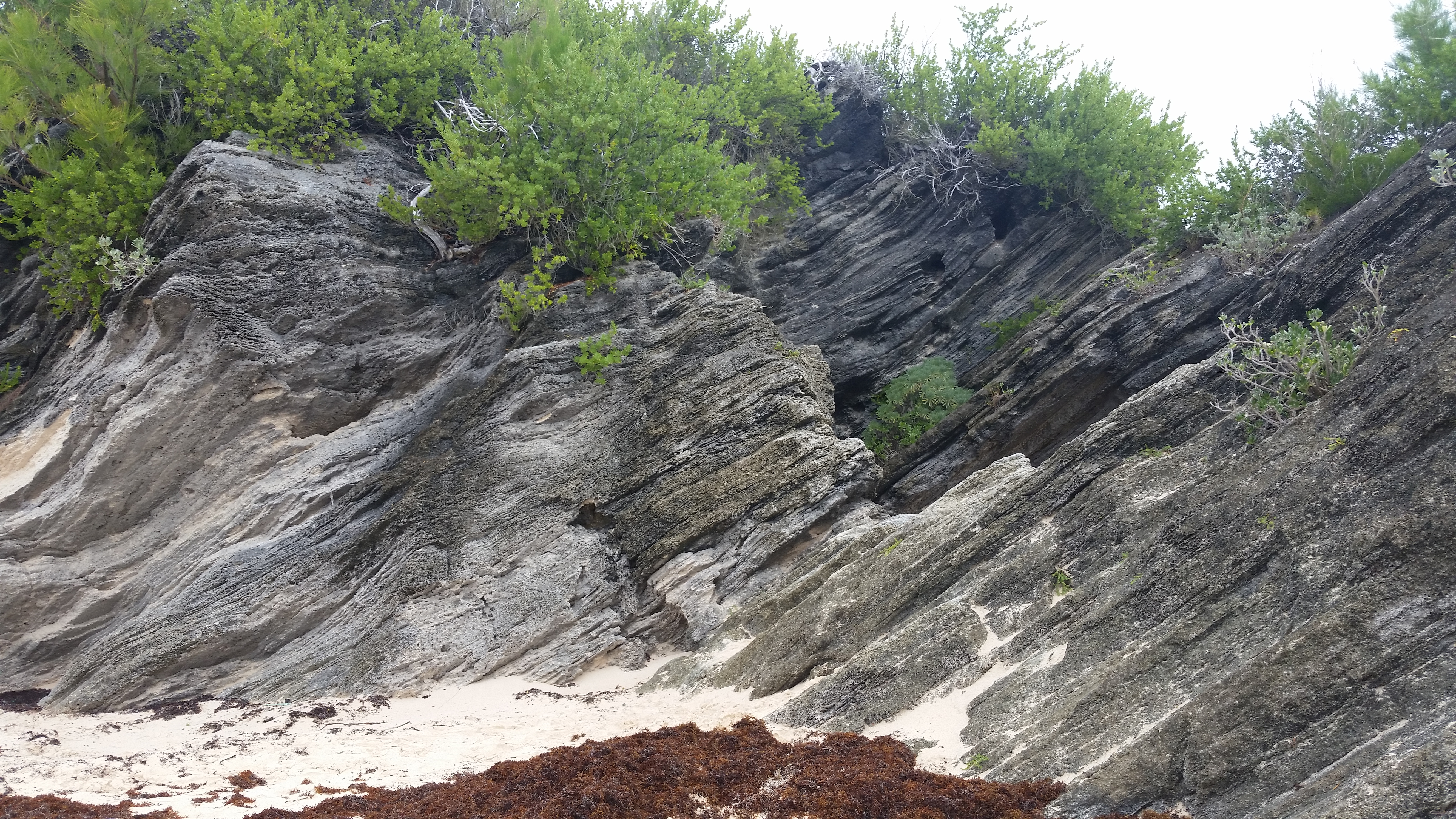
風成碳酸岩,標本產地：百慕達

風成碳酸岩（英語：Eolianite）是指經由風搬運堆積而成的碳酸岩。普通的風成岩是由砂顆粒組成，經由沙漠中沙丘石化而成。但風成碳酸岩是由淺海生物貝殼組成的碳酸鹽顆粒被風堆積成沿海沙丘，然後石化而成。此類風成岩在中東也被稱為kurkar，在印度和阿拉伯半島被稱為miliolite，在地中海東部被稱為grès dunaire。
Sayles在1931年提出此地質名詞，在研究分佈于百慕達沿岸山丘中的生物碎屑顆粒岩時，發現這些生物碎屑顆粒具有明確的交錯層理、前積層和頂積層。其沉積受冰河和海平面變化控制，多在間冰期形成。風成碳酸岩產於全球碳酸鹽帶海邊、列如尤卡坦半島（Yucatan）東北部的碳酸鹽島嶼和羅特內斯特島（Rottnest Island)。在緯度20°和40°之間分佈最廣泛，在南半球分佈範圍和厚度較大。在赤道附近及靠近兩極的地方幾乎沒有此類沉積物。
形成風沉石的有利條件如下：
1. 溫暖氣候，有利於淺海動物產生碳酸鹽；例如，海洋軟體動物生產貝殼；
2. 海風將海邊沉積物形成沙丘；
3. 沿岸地形平坦，有利於沙丘系統的形成；
4. 降雨量低，促進快速石化；
5. 構造穩定；

## 分佈
風成碳酸岩在許多在中緯度的大陸和島嶼上形成了獨特的海岸地形。根據對兩個半球的廣泛研究，風成碳酸岩的年齡主要是更新世。分佈最廣泛的風成碳酸岩位於澳洲南部和西部海岸。西海岸有超過800公里（500英里）的風成岩懸崖，有些地方的厚度超過150公尺。這些懸崖在當地被稱為塔馬拉石灰岩地層，由沙丘和淺海沉積物組成。風成碳酸岩在其他分佈地方有百慕達
、巴哈馬、南非南部和東部海岸、地中海、印度以及太平洋、大西洋和印度洋的海洋島嶼。

## 生成
南澳大利亞的庫隆沿海平原擁有世界上最長久的風成碳酸岩記錄，研究表明此地區風成碳酸岩堆積的主要階段在整個第四紀的間冰期和一些海平面高位期間。同樣，在百慕達和巴哈馬的研究， 也發現了自中更新世以來沙丘的增生和海平面高位之間有明顯的對比。只有少部分的風成碳酸岩是在冰川時期形成的。在冰河時期風成碳酸岩都是來自低海平面海岸沙丘的殘餘物。
風成碳酸岩的顆粒來源是在淺海陸架和淺岸區，由生物生成的碳酸鹽。因而是風成碳酸岩成的最終控制因素。第四紀海平面的循環運動也控制了沿海碳酸鹽沉積，在高水位期間，沉積物會橫向合併、堆疊成沙丘序列。在沉積物內的古土壤標誌主要不整合面，記錄了沿海沉積的間斷。在一些地區，風成碳酸岩覆蓋在陸源沉積物的沿海沉積物之上。這沉積趨勢表明，在第四紀期間，由於氣候乾旱而減低陸源沉積物對大陸架的供應。因而增加了碳酸鹽的產生和風成碳酸岩的沉積。